# S.I.S
S.I.S (エスアイエス、朝:  에스아이에스）は 韓国の3人組ガールズグループ。Double X エンターテインメント所属。グループ名は「Serendipity in Stars（星の中の意外な楽しさ）」の略で、同時に妹を意味するSistersの略Sisの意味も込められている。コンセプトは「親しみのある、自分の妹にしたいアイドル」。ファンダム名は『MILY』。

## 略歴
2017年
- 5月15日から18日にかけ、SNSなどを通して夏にデビューするメンバーが公開された[3]。
- 5月26日、27日にソウルで開催されたアイドルフェスティバル「idolCON」に参加[4]。
- 8月25日、韓国にて「느낌이 와 （I've Got A Feeling）」で正式デビューした[5]。
- 10月19日から2018年3月31日にかけて、Makestarでシングル制作のクラウドファンディングを開催。目標金額に対し224.32%で達成し、シングル制作が決定した[6]。

2018年
- 6月21日〜24日に新大久保SHOWBOXにてライブイベント「S.I.S 日本初舞台に皆さんをご招待します。」を開催した。[7][注釈 1]
- 8月31日〜9月2日、マレーシアにて「FIRST CHARMING TOUR IN MALASIA」が4会場で開催。[8]
- 9月７日〜9日、新大久保K-Stage O! にて「SIS SUPER PREMIUM CONCERT IN TOKYO」を開催。
- 9月12日、天安市天安サムゴリ公園 メインステージ行われた、「Cheonan World Dance Festival 2018」開幕公演に参加[9]。
- 9月20日、2ndシングル「응 （SAY YES）」を発売[10]。
- 10月5日〜7日、新大久保K-Stage O! にて「SIS  PREMIUM CONCERT IN TOKYO」を開催。この開催が、「응」の日本での初披露となった。
- 10月8日、大阪Zepp Nambaで開催された「JSL FAMILY KPOP CONCERT」に出演。日本での単独でないライブとしては初。
- 11月15〜25日にかけて「SIS PREMIUM LIVE IN TOKYO」を開催予定であったが、会場の都合により中止となった。[11]。
- 12月13日、MakestarでS.I.Sスペシャルプロジェクトのクラウドファンディングを開始した[12]。
- 12月23日〜25日、「SIS CHRISTMAS CONCERT iN TOKYO」を新宿K-Satge O!と新宿STAR CRANEで開催した[13]。
- 12月30日、韓国江南観光情報センターＫホールで、初のファンミーティング「SIS LAND」を開催[14]。

2019年
- 1月1日、ファンダム名を「MILY」と決定したとファンカフェ、Twitterで発表した。意味は「S.I.Sの家族（Family)」[2]。
- 2月8日、Makestarでのクラウドファンディングが312%を達成し、終了した。
- 3月6日、3rdシングル「너의 소녀가 되어줄게（Always Be Your Girl」を発売。[15]
- 4月19〜20日、「SIS SPRING LIVE in TOKYO」を新宿R'sアートコートにて開催した。
- 4月21日、名古屋栄久屋大通公園で開催された、「韓国フェスティバル2019 in 名古屋」に参加。
- 5月5日、名古屋ダイアモンドホールで行われた「dela17thLIVE「ほどけないときめき」」にゲスト参加。
- 5月6日、8日、10〜12日、新栄リフレクトホール 、新宿STAR CRANEと新宿R'sアートコートで「"SIS STORY" JAPAN SEASON LIVE」を開催。
- 6月16日、韓国ソウル特別市江南区spigen Hallで、韓国初の単独コンサート「Summer Dream」を開催。
- 7月13日、所属事務所JMGから、専属契約期間満了のためのジヘの脱退と、タルの当分の活動休止により、４人体制で活動することが発表された。[16]
- 8月6日、MakestarでS.I.Sカムバック応援プロジェクトのクラウドファンディングを開始した[17]。
- 8月26日、韓国ソウル特別市江南区SAC Galaxy Hallで、４人体制後初の単独コンサート「S.I.S 2 Year Concert」を開催[18]。
- 10月3日、福岡県博多区のコリアプラザで開催された、韓国観光公社主催の「新韓流DAY」にゲスト出演。会場ではCROSS FM「新韓流NOW」（担当NA：古家正亨）の公開収録が行われた[19]。
- 10月5日、CROSS FM「新韓流NOW」にゲスト出演[20]。

2020年
- 3月5日 大阪で怪開催予定であった「S.I.S FANMEETING&LIVE（プロモーション）」がCOVID-19の流行によるイベント開催自粛により中止となることが発表された。
- 7月31日 韓国で4thシングル「기다리지 말아요（Don't Wait）」を発売。[21][注釈 2]
- 8月1日 初のオンラインライブ「2020 Daily Live in Japan S.I.S LIVE x JAPAN」を日本で開催。[21]
- 10月8日 所属事務所JMGから、ミンジとダルの活動休止が発表された。[22]

## メンバー
| 名前              | 画像 | プロフィール |
| ----------------- | ---- | --- |
| カウル 가을 Gaeul |      | - 本名：チェ・ムンジュ（최문주） - 生年月日： 1998年8月12日（26歳） - 身長：167cm - 出身： 韓国 ソウル特別市 恩平区 - ポジション：リードボーカル - 特技：モノマネ、泣きの演技、ゲーム |
| エン 앤 Anne      |      | - 本名：キム・スンヨン（김승연） - 生年月日： 2000年5月3日（25歳） - 身長：160cm - 出身： 韓国 - ポジション：サブボーカル - 特技：モノマネ、泣きの演技、ゲーム                        |
| セビン 세빈 Sebin |      | - 本名：イ・セビン（이세빈） - 生年月日： 2001年7月2日（23歳） - 身長：160cm - 出身： 韓国 - ポジション：サブボーカル、メインダンサー - 特技：愛嬌、怒り、表情演技                    |

### 元メンバー
| 名前              | プロフィール |
| ----------------- | --- |
| ジヘ 지해 J-Sun   | - 本名：キム･ジヘ（김지혜） - 生年月日： 1995年8月10日（29歳） - 出身： 韓国 ソウル特別市 江西区 - ポジション：リーダー - 2019年7月12日脱退                                                    |
| ダル 달 Dal       | - 本名：キム･アヒョン（김아현） - 生年月日： 1996年5月28日（28歳） - 出身： 韓国 ソウル特別市 蘆原区 - ポジション：メインボーカル - 活動休止：2019年7月13日〜2020年10月8日 - 2020年10月8日脱退 |
| ミンジ 민지 Minzy | - 本名：チェ･ミンジ（최민지） - 生年月日： 1997年2月2日（28歳） - 身長：163cm - 出身： 韓国 京畿道 富川市 - ポジション：メインラッパー - 2020年10月8日脱退                                     |

## ディスコグラフィー

### 韓国

#### シングル
| No. | タイトル                                                | 収録曲 |
| --- | ------------------------------------------------------- | --- |
| 1st | 느낌이 와 (I've Got A Feeling) （2017年8月25日）        | 1. 느낌이 와(I've Got A Feeling) 2. 아야 (Ah Ya!) 3. 나의 우주 (My Space) 4. 느낌이 와 (I've Got A Feeling)(Inst.) |
| 2nd | 응 (SAY YES) （2018年9月20日）                          | 1. 응 (SAY YES) 2. 짝사랑 (Crush) 3. 분홍꽃 (Pink Flowers) 4. 응 (SAY YES)(Inst.)                                  |
| 3rd | 너의 소녀가 되어줄게(AlwaysBeYourGirl) （2019年3月6日） | 1. 너의 소녀가 되어줄게(AlwaysBeYourGirl) 2. 너의 소녀가 되어줄게(AlwaysBeYourGirl)(Inst.)                         |

#### 他
| タイトル                             | 収録曲                                                                     | 参加  |
| ------------------------------------ | -------------------------------------------------------------------------- | ----- |
| Sad Love Story （2019年2月9日）      | 1. Sad Love Story 2. Sad Love Story (Feat. Diamond) - Diamond Guitar Edit. | ダル  |
| 리갈하이 OST Part 4 （2019年3月8日） | 1. 샤랄라（Shalala） 2. 샤랄라（Shalala）(Inst.)                           | S.I.S |

## ライブイベント

### 韓国
| 公演年 | タイトル                               | 形態       | 公演日           | 会場                                       | 出典   |
| ------ | -------------------------------------- | ---------- | ---------------- | ------------------------------------------ | ------ |
| 2019年 | S.I.S 2019년 1st 콘서트 'Summer Dream' | 単独ライブ | 全1公演：6月16日 | spigen Hall 大韓民国ソウル特別市江南区     | [ 23 ] |
| 2019年 | S.I.S 2 Year Concert                   | 単独ライブ | 全1公演：8月25日 | SAC Galaxy Hall 大韓民国ソウル特別市江南区 | [ 18 ] |

### 日本
| 公演年 | タイトル                                 | 形態         | 公演日                       | 会場                                                                                             | 出典   |
| ------ | ---------------------------------------- | ------------ | ---------------------------- | ------------------------------------------------------------------------------------------------ | ------ |
| 2018年 | S.I.S 日本初舞台に皆さんをご招待します。 | 単独ライブ   | 全6公演：6月21・22・23・24日 | SHOWBOX 東京都新宿区                                                                             | [ 24 ] |
| 2018年 | S.I.S 8月 SUMMER LIVE in OSAKA           | 単独ライブ   | 全7公演：8月16・17・18・19日 | 南堀江ビレボア 大阪府大阪市西区 (16、19日) アゼリア大正ホール 大阪府大阪市大正区 (17、18日)      | [ 25 ] |
| 2018年 | SIS SUPER PREMIUM CONCERT IN TOKYO       | 単独ライブ   | 全4公演：9月7・8・9日        | K-Stage O! 東京都新宿区                                                                          | [ 26 ] |
| 2018年 | SIS PREMIUM CONCERT IN TOKYO             | 単独ライブ   | 全6公演：10月5・6・7日       | K-Stage O!                                                                                       | [ 27 ] |
| 2018年 | JSL FAMILY KPOP CONCERT                  | 合同ライブ   | 全2公演：10月8日             | Zepp Namba 大阪府大阪市浪速区                                                                    | [ 28 ] |
| 2018年 | SIS CHRISTMAS CONCERT iN TOKYO           | 単独ライブ   | 全5公演：12月23・24・25日    | K-Stage O! 新宿STAR CRANE 東京都新宿区                                                           | [ 13 ] |
| 2019年 | 2019 S.I.S DREAM LIVE iN TOKYO           | 単独ライブ   | 全7公演：1月25日〜31日       | K-Stage O!                                                                                       | [ 29 ] |
| 2019年 | SIS SPRING LIVE in TOKYO                 | 単独ライブ   | 全4公演：4月19・20日         | R'sアートコート 東京都新宿区                                                                     |        |
| 2019年 | 韓国フェスティバル2019 in 名古屋         | イベント参加 | 全1公演：4月21日             | 久屋大通公園エディオン久屋広場 愛知県名古屋市中区                                                | [ 30 ] |
| 2019年 | dela 17thLIVE「ほどけないときめき」      | ゲスト参加   | 全1公演：5月5日              | ダイアモンドホール 愛知県名古屋市中区                                                            | [ 31 ] |
| 2019年 | "SIS STORY" JAPAN SEASON LIVE            | 単独ライブ   | 全10公演：5月6・8・10〜12日  | 新栄リフレクトホール 愛知県名古屋市中区（6日） 新宿STAR CRANE（8日） R'sアートコート（10〜12日） |        |
| 2019年 | SIS CHRISTMAS CONCERT in JAPAN           | 単独ライブ   | 全5公演：12月20〜22日        | #G8 NUMBER GATE 大阪府大阪市中央区                                                               |        |
| 2020年 | 2020 S.I.S 1ST プロモーションライブ      | 単独ライブ   | 全14公演：2月8・9・11〜16日  | #G8 NUMBER GATE                                                                                  | [ 32 ] |

### オンライン
| 公演年 | タイトル                                    | 形態       | 公演日          | サイト  | 出典   |
| ------ | ------------------------------------------- | ---------- | --------------- | ------- | ------ |
| 2020年 | 2020 DAILY LIVE IN JAPAN S.I.S LIVE x JAPAN | 単独ライブ | 全1公演：8月1日 | FC LIVE | [ 21 ] |

## ミュージックビデオ
| 年     | CD                                        | MV                                        |
| ------ | ----------------------------------------- | ----------------------------------------- |
| 2017年 | 느낌이 와 (I've Got A Feeling)            | 느낌이 와 (I've Got A Feeling)            |
| 2018年 | 응 (SAY YES)                              | 응 (SAY YES)                              |
| 2018年 | 응 (SAY YES)                              | 'S.I.S - 분홍꽃' Dance Practice           |
| 2018年 | 응 (SAY YES)                              | 'S.I.S - 짝사랑' Dance Practice           |
| 2019年 | 너의 소녀가 되어줄게(Always Be Your Girl) | 너의 소녀가 되어줄게(Always Be Your Girl) |
| 2020年 | 기다리지 말아요(Don't Wait)               | 기다리지 말아요(Don't Wait)               |

### 個人活動
| 年     | M/V                                                             | メンバー |
| ------ | --------------------------------------------------------------- | -------- |
| 2018年 | 지오(G.O) & 달(S.I.S) '달콤데이#3 좋은 꿈' - 좋은 꿈            | ダル     |
| 2018年 | MJ (써니사이드) - 그때의 우리 (Feat. 달 (S.I.S), 김프로 (RDHD)) | ダル     |
| 2019年 | MJ (써니사이드) - 한 번씩 그리운 날에 (Feat. 달 Of S.I.S)       | ダル     |
| 2020年 | 신우(Shinwoo) , 아현 (Ahyun) - Shooting Star                    | ダル     |

## 出演

### 韓国
- 2018年2月15、16日 MBC 2018年アイドル・スター・スポーツ選手権 女子60m走（ジヘ）[33]。
- 2019年2月5、6日 2019正月特集アイドルスター陸上・ボーリング・アーチェリー・リズム体操・PK戦選手権大会 女子60m走（ジヘ）

### 日本
- 2019年10月3日 CROSS FM新韓流NOW ゲスト出演（ミンジ、ガウル、エン、セビン）

## 個人のその後の活動

### ジヘ
- 2020年3月10日 インスタグラムで個人アカウントを開設した
- 2020年7月21日 インスタグラムの名義をDJ ELLIAに変更し、同時にYoutubeチャンネルを開設した。[34]

### ダル
- 2019年8月23日 Youtubeチャンネル「음악하는 토마토（音楽するトマト）」でホテルデルーナのOSTカバー動画をJerry名義でアップロード。その後も同チャンネルで動画をアップロードを続ける。また、Jerry名義のインスタグラムアカウントも開設した。
- 2020年1月30日 Youtubeチャンネルの「MusicBox」のLODY回にゲストとして生出演した。
- 2020年2月6日 Youtubeチャンネルの「MusicBox」で「김제리의 스케치북（キムジェリのスケッチブック）」の生配信を開始した。この配信は毎週木曜日20時で10回行われた。（4月2日は体調不良で配信していない）
- 2020年4月16日「김제리의 스케치북」内で4月24日にデュエットで新曲が発売される事が発表された。
- 2020年4月24日 韓国で、BLANC7のシヌとのデジタルシングル「Shooting Star」をアヒョン名義で発売。
- 2020年4月26日 シヌとTwicthの配信にゲスト出演。[35]
- 2020年5月11日 シヌとYoutubeライブ放送、KT Live Stageに出演。[36]
- 2020年5月14日 「MusicBox」で「김제리의 스케치북」シーズン2として配信。（シーズン2としてはこの配信のみ）
- 2020年5月 twitchにて個人チャンネル「아현이네」を開始。非定期で配信を始める。[37]
- 2020年5月31日 twitchのソウルストリーミングステーションチャンネルで開催された「MUSICBOX ON&OFF LIVE CONCERT」にJerryとして出演。ステージとMCを務めた。[38]